# Брандан, Элтон
Элтон Родригес Брандан (порт.-браз. Elton Rodrigues Brandão; 1 августа 1985, Ирамая) — бразильский футболист, нападающий клуба «Куяба».

## Биография
Начал карьеру в клубе «Фейренсе». После выступал за клуб «Ирати». В 2004 году перешёл в «Сан-Каэтано». После играл на правах аренды за «Коритибу» и «Санту-Андре».
В июле 2006 года отправился в аренду в варшавскую «Легию». В команде дебютировал в матче за Суперкубок Польши 22 июля 2006 года против плоцкой «Вислы» (1:2). 26 июля 2006 года дебютировал в еврокубках в матче квалификации к Лиге чемпионов против исландского «Хабнарфьордюра» (0:1), Элтон вышел на 46 минуте вместо Михала Готтвалда на 83 минуте забил гол в ворота Дади Ларуссона. «Легия» успешно прошла «Хабнарфьордюр», но после проиграла донецкому «Шахтёру». В квалификации Кубка УЕФА «Легия» также уступила венской «Аустрии». В Экстраклассе дебютировал 29 июля 2006 года в матче против «Краковии» (3:1), на 44 минуте он забил гол в ворота Славомира Ольшевского. Всего за «Легию» в чемпионате Польши провёл 11 матчей и забил 3 гола. После вернулся на родину, где снова выступал за «Ирати».
В 2008 году выступал за «Санту-Андре» и помог клубу выйти в бразильскую Серию А, забив 10 мячей. В 2009 году перешёл в клуб «Васко да Гама» и также помог клубу выйти в Серию А, забив 17 голов.
В ноябре 2009 года появилась информация что Элтоном интересуется донецкий «Шахтёр» и лиссабонская «Бенфика».
С 2012 года выступал в «Коринтиансе». Он стал победителем Кубка Либертадорес в составе своего клуба, сыграв в 7 матчах из 14. После группового турнира он в потерял место в основе: так, на групповой стадии он сыграл в 5 из 6 матчей и забил гол в ворота асунсьонского «Насьоналя», а в плей-офф — только один ответный матч 1/8 финала против «Эмелека». Зимой того же 2012 года был отдан в аренду в «Виторию» из Салвадора. В начале 2013 года Элтон вновь был отдан в аренду — на сей раз в «Наутико».
Отец Элтона — сержант полиции.

## Титулы
- Чемпион штата Мату-Гросу (2): 2021, 2022
- Обладатель Кубка Бразилии (1): 2011
- Чемпион Бразилии в Серии B (1): 2009
- Чемпион Саудовской Аравии (1): 2013/14
- Обладатель Кубка наследного принца Саудовской Аравии (1): 2013/14
- Обладатель Кубка Либертадорес (1): 2012